# قزل غتشي
قزل‌ غتشي هي قرية في مقاطعة سراب، إيران. عدد سكان هذه القرية هو 802 في سنة 2006.